# Aerenicopsis rufoantennata
Aerenicopsis rufoantennata är en skalbaggsart som först beskrevs av Stefan von Breuning 1974.  Aerenicopsis rufoantennata ingår i släktet Aerenicopsis och familjen långhorningar. Inga underarter finns listade i Catalogue of Life.